# Lomba (Lajes das Flores)
Lomba is een plaats (freguesia) in de Portugese gemeente Lajes das Flores en telt 197 inwoners (2001).